# Andrea Ballerini
Andrea Ballerini (Florencia, 7 de febrero de 1973) fue un piloto de motociclismo italiano, que estuvo compitiendo en la categoría de 125 y 250cc entre 1995 y 2006. Su mejor año fue la temporada 2006 cuando acabó decimoséptimo en el Campeonato del Mundo de 250cc, además de una victoria en el Gran Premio de Australia de la 2003.

## Resultados en el Campeonato del Mundo
Sistema de puntuación de 1993 hasta 2022:
| Posición | 1.º | 2.º | 3.º | 4.º | 5.º | 6.º | 7.º | 8.º | 9.º | 10.º | 11.º | 12.º | 13.º | 14.º | 15.º |
| Puntos   | 25  | 20  | 16  | 13  | 11  | 10  | 9   | 8   | 7   | 6    | 5    | 4    | 3    | 2    | 1    |

### Carreras por año
(Carreras en Negrita indica pole position, Carreras en cursiva indica vuelta rápida)
| Año  | Categoría | Moto    | 1       | 2       | 3       | 4      | 5       | 6       | 7       | 8       | 9       | 10      | 11      | 12      | 13     | 14      | 15     | 16      | Ptos. | Posición |
| ---- | --------- | ------- | ------- | ------- | ------- | ------ | ------- | ------- | ------- | ------- | ------- | ------- | ------- | ------- | ------ | ------- | ------ | ------- | ----- | -------- |
| 1995 | 125cc     | Aprilia | AUS Ret | MAL 5   | JAP Ret | ESP 20 | ALE DNS | ITA 13  | NED DNS | FRA     | GBR Ret | CZE 19  | RIO Ret | ARG Ret | EUR 14 |         |        |         | 10    | 24.º     |
| 1996 | 250cc     | Aprilia | MAL 13  | IND 10  | JAP 17  | ESP 19 | ITA 11  | FRA Ret | NED Ret | ALE Ret | GBR 19  | AUT Ret | CZE Ret | IMO 20  | CAT    | RIO     | AUS    |         | 14    | 21.º     |
| 1998 | 250cc     | Honda   | JAP 18  | MAL DSQ | ESP Ret | ITA    | FRA     | MAD     | NED     | GBR     | ALE     | CZE     | IMO     |         |        |         |        |         | NC    | 0        |
| 1998 | 250cc     | Yamaha  |         |         |         |        |         |         |         |         |         |         |         | CAT 21  | AUS 19 | ARG     |        |         | NC    | 0        |
| 2001 | 125cc     | Aprilia | JAP     | RSA     | ESP     | FRA    | ITA 11  | CAT     | NED     | GBR     | ALE     | CZE     | POR     | VAL     | PAC    | AUS     | MAL    | RIO Ret | 5     | 28.º     |
| 2002 | 125cc     | Honda   | JAP Ret | RSA 14  | ESP 15  | FRA 16 | ITA 10  | CAT 12  | NED 18  | GBR 12  | ALE Ret | CZE Ret | POR Ret |         |        |         |        |         | 18.º  | 26       |
| 2002 | 125cc     | Aprilia |         |         |         |        |         |         |         |         |         |         |         | BRA 16  | PAC 22 | MAL Ret | AUS 11 | VAL 12  | 18.º  | 26       |
| 2003 | 125cc     | Gilera  | JAP     | RSA     | ESP     | FRA    | ITA 19  | CAT 18  | NED     | GBR     | ALE     |         |         |         |        |         |        |         | 22.º  | 25       |
| 2003 | 125cc     | Honda   |         |         |         |        |         |         |         |         |         | CZE Ret | POR Ret | BRA Ret | PAC 20 | MAL 19  | AUS 1  | VAL Ret | 22.º  | 25       |
| 2004 | 125cc     | Aprilia | RSA Ret | ESP 6   | FRA Ret | ITA 12 | CAT 20  | NED 20  | BRA 11  | ALE     | GBR     | CZE 12  | POR Ret | JAP Ret | QAT 14 | MAL 14  | AUS 14 | VAL Ret | 29    | 20.º     |
| 2005 | 250cc     | Aprilia | ESP 14  | POR 18  | CHN Ret | FRA 15 | ITA 11  | CAT Ret | NED 17  | GBR 10  | ALE Ret | CZE 16  | JAP Ret | MAL Ret | QAT 15 | AUS 15  | TUR 13 | VAL Ret | 19    | 19.º     |
| 2006 | 250cc     | Honda   | ESP     | QAT 12  | TUR Ret | CHN 16 | FRA 12  | ITA 10  | CAT 12  | NED Ret | GBR 15  | ALE Ret | CZE 13  | MAL Ret | AUS 16 | JAP Ret | POR 15 | VAL 15  | 24    | 17.º     |

Fuente: